# Chorvatský dinár
Chorvatský dinár byl zákonným platidlem v Chorvatsku v první polovině 90. let 20. století. Jeho kód byl HRD. Neexistovala žádná dílčí jednotka. Používaly se zásadně jen bankovky, žádné mince nikdy nevznikly.
- Vznikl 23. prosince 1991, v době už samostatného Chorvatska. Vycházel z měny, kterou Chorvatsko používalo v období, kdy bylo součástí Jugoslávie - jugoslávského dináru v poměru 1 jugoslávský  = 1 chorvatský.
- 30. května 1994 byl nahrazen novou měnou - chorvatskou kunou, která z něj vycházela v poměru 1 kuna = 1000 dinárů.

V Chorvatsku existovalo území obývané Srby, kteří vytvořili vlastní správní celek - Republika Srbská Krajina. Ta se odmítala podřídit chorvatské svrchovanosti a měla blízký vztah se sousedním Srbskem. Jako jeden z projevů separace používala i vlastní měnu (dinár Republiky Srbská Krajina) a odmítala měnu chorvatskou. Až v roce 1995, kdy Chorvaté získali kontrolu nad tímto územím, začala se zde používat kuna stejně jako ve zbytku Chorvatska.
Chorvatské obyvatelstvo Bosny a Hercegoviny používalo chorvatský dinár (a následně i kunu) jako platidlo až do roku 1998, kdy na celém území Bosny a Hercegoviny začala platit konvertibilní marka.

## Bankovky
- První bankovky dináru byly vytisknuty už 8. listopadu 1991. Do oběhu se dostaly až 23. prosince. Měly nominální hodnoty 1, 5, 10, 25, 100, 500 a 1 000 dinárů. Všechny bankovky měly stejný motiv: na líci byl vyobrazen významný chorvatský vědec Ruđer Bošković, na rubu byla záhřebská katedrála.
- Druhá serie bankovek vznikla 15. ledna 1992. Důvodem jejich emitáže byla vysoká inflace. Nové bankovky měly hodnoty 2 000, 5 000 a 10 000 dinárů. Lícová strana zůstala shodná se staršími bankovkami. Námětem pro rubovou stranu ale byla socha Historie Chorvatů od Ivana Meštroviće.
- Třetí dotisk bankovek byl proveden 30. května 1993. Vznikly bankovky o hodnotách 50 000 a 100 000 dinárů. Jejich vzhled byl shodný s bankovkami z druhého dotisku.